# Xã South, Quận Madison, Iowa
Xã South (tiếng Anh: South Township) là một xã thuộc quận Madison, tiểu bang Iowa, Hoa Kỳ. Năm 2010, dân số của xã này là 1.457 người.